# فيل ميتشيل
فيل ميتشيل (بالإنجليزية: Phil Mitchell)‏ هو سياسي أسترالي، ولد في 17 أبريل 1953. انتخب عضو الجمعية التشريعية للإقليم الشمالي ‏.